# R. c. Sparrow
Décision
Les gouvernements du Canada ont une relation fiduciaire avec les Autochtones selon l'article 35 de la Loi constitutionnelle de 1982 ; tout déni de droits autochtones sous l'article 35 doit être justifié et les droits autochtones doivent être prioritaires.
Jugement complet
Texte intégral sur CanLII
R. c. Sparrow ou Ronald Edward Sparrow c. Sa Majesté la Reine est une décision de la Cour suprême du Canada concernant les droits autochtones selon l'article 35 de la Loi constitutionnelle de 1982. Dans ce jugement, la cour a statué que les droits autochtones tels que la pêche qui existaient en 1982 sont protégés par la Constitution du Canada et ne peuvent pas être violés sans justification sur la base du devoir fiduciaire du gouvernement envers les peuples autochtones du Canada. En conséquence, un concept de test Sparrow a été introduit pour mesurer à quel point la législation canadienne peut limiter les droits autochtones.

## Contexte
Ronald Edward Sparrow, un membre de la bande indienne de Musqueam, a été arrêté pêchant avec un filet dérivant plus long de 37 m que selon le permis de pêche de la bande sous la Loi sur les pêches de 1985. L'accusé a admis tous les faits de l'accusation, mais les a justifiés sur la base qu'ils étaient couverts par les droits autochtones garantis selon l'article 35 de la Loi constitutionnelle de 1982.
Lors du procès à la cour de première instance, le juge a statué que l'article 35 ne protégeait que les droits existants et qu'il n'y avait pas de droit inhérent de pêche. La cause à savoir si la restriction de la longueur du filet violait l'article 35(1) de la Loi constitutionnelle de 1982 a été portée devant la Cour suprême du Canada.

## Décision de la Cour suprême du Canada
La Cour suprême du Canada a rendu un jugement unanime statuant que l'accusé exerçait un droit autochtone inhérent qui existait avant la législation provinciale et que celui-ci était protégé par l'article 35 de la Loi constitutionnelle de 1982. Dans son jugement, la Cour suprême a interprété chaque mot de l'article 35(1) de la Loi constitutionnelle de 1982.
Dans sa décision, la cour a mentionné que le mot « existant » dans l'article 35(1) doit être interprété de manière flexible afin de permettre l'évolution dans le temps. Ainsi, les « droits existants » sont considérés comme étant les droits qui n'ont pas été annulés avant l'entrée en vigueur de la Constitution du Canada en 1982. La cour a rejeté l'interprétation qui voulait que les « droits existants » étaient figés à seulement ceux qui étaient exercés en 1982.
En se basant sur des documents historiques sur les pratiques de pêche des Musqueam sur plusieurs siècles et au moment de la colonisation, la cour a jugé que la bande avait, de manière évidente, un droit à la pêche pour se nourrir.
Le jugement mentionne que l'annulation de droits peut seulement se produire lorsqu'il y a une « intention claire et expresse » de la part du gouvernement pour refuser ces droits. Dans l'affaire concernée, la cour a statué que la Couronne n'était pas capable de prouver que le droit à la pêche pour se nourrir ait été annulé avant 1982. Elle a jugé que la mise en place d'un système de permis de pêche était seulement un moyen de réguler les pêches et non pas d'annuler le droit sous-jacent et qu'aucune politique gouvernementale historique concernant les pêches ne constituait une intention claire d'annuler ces droits.
En ce qui a trait aux mots « reconnus et confirmés », le jugement de la cour mentionne que cela inclut le devoir fiduciaire du gouvernement envers les peuples autochtones qui l'oblige à faire preuve de retenue dans l'application de ses pouvoirs interférant avec les droits autochtones. De plus, il suggère que les droits autochtones ne sont pas absolus et peuvent être violés pour des raisons suffisantes.

## Conséquences
En conséquence du jugement de la Cour suprême du Canada dans l'affaire Sparrow, les législations provinciales et fédérale peuvent seulement limiter les droits autochtones si ceux-ci ont reçu une priorité suffisante parce que les droits autochtones ont une nature différente des autres droits non autochtones.
Un concept de « test Sparrow » a été créé par les experts pour faire référence au moyen utilisé pour déterminer à quel point la législation canadienne peut limiter les droits autochtones.